# Alan Silva

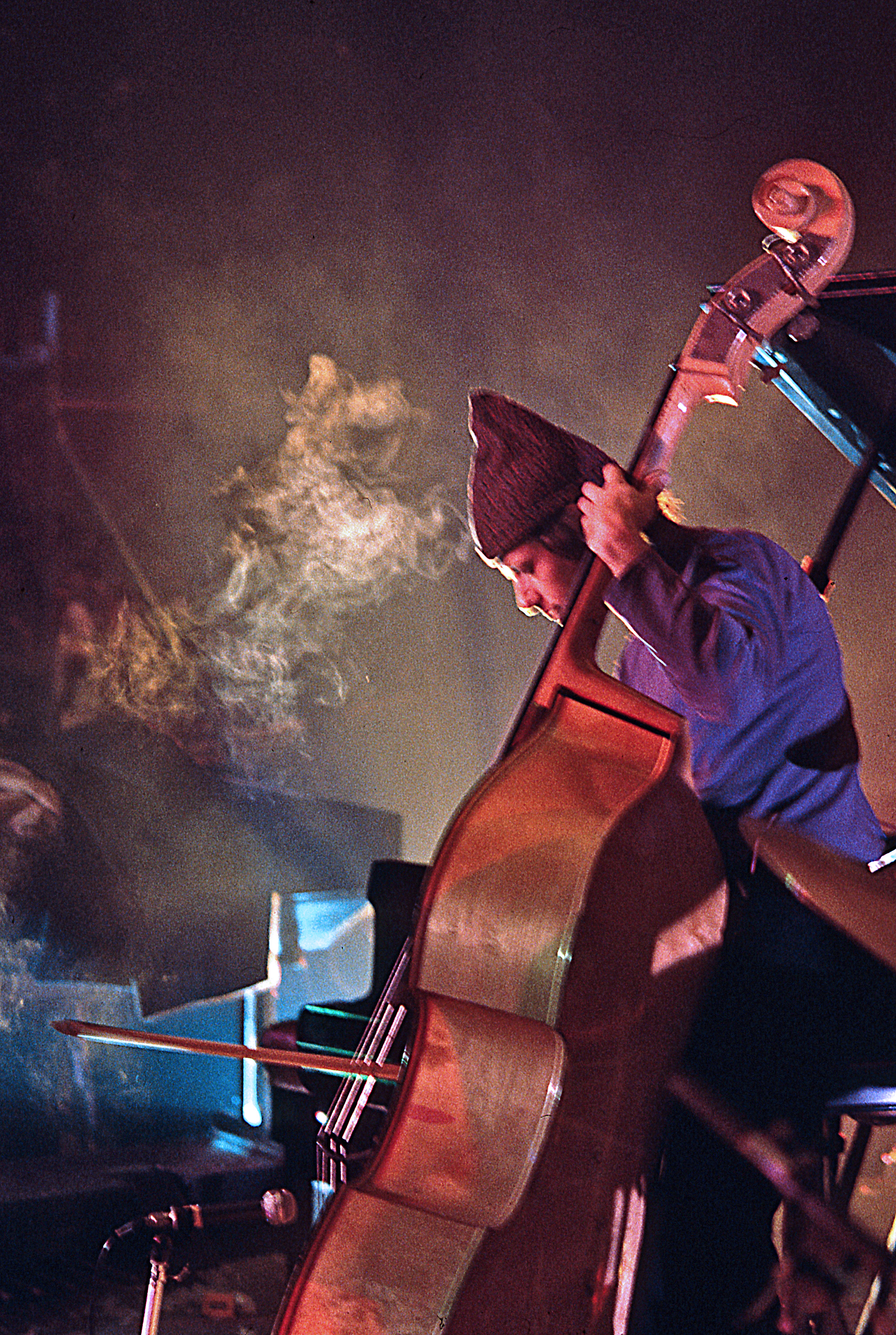
Alan Silva (1969)

Alan Silva (Alan Treadwell DaSilva; * 29. Januar 1939 auf Bermuda) ist ein amerikanischer Musiker des Creative Jazz und der freien Improvisationsmusik. Er ist vor allem als Kontrabassist bekannt, war einer der Bassisten des frühen Free Jazz und leitete häufig großformatige Ensembles.

## Leben und Wirken
Silva kam im Alter von fünf Jahren in die USA und wuchs in Harlem auf, wo er das Duke Ellington Orchestra in der Kirche hörte. Als Kind hatte er Klavier- und Geigenunterricht, spielte später auch Schlagzeug und schließlich Trompete; für drei Jahre hatte er Unterricht bei Donald Byrd. Dann studierte er am New College of Music und wurde Mitglied des Experimental Ensemble; etwa 1962 wechselte er auf den Kontrabass.  Mit Burton Greene gründete er 1962 das Free Form Improvisation Ensemble. Auf seinem ersten Album für ESP-Disk 1965 war er auf der Geige, Cello und Piano zu hören. Er arbeitete mit Vertretern der Jazz-Avantgarde wie Bill Dixon, Cecil Taylor (Unit Structures, Conquistador!, beide 1966), Sun Ra (Nuits de la Fondation Maeght, 1971), Albert Ayler (Love Cry), Sunny Murray und Archie Shepp. Ende der 1960er Jahre kam er nach Paris, wo er das Celestial Communication Orchestra und die Celestial Strings gründete. Mit Frank Wright, Bobby Few und Muhammad Ali bildete er die Gruppe Center of the World. Daneben war er seit Mitte der 1970er Jahre Mitglied des Quartetts von Alexander von Schlippenbach. 1976 gründete er mit Jo Maka, François Cotinaud und Denis Colin  das Institut Art Culture Perception (IACP), dessen Leiter er bis 1990 war. Weiterhin folgten Projekte mit Jimmy Lyons, ab 1980 wieder mit Cecil Taylor, Bill Dixon und auch mit Andrew Hill (Strange Serenade, 1980). Mit dem Globe Unity Orchestra trat er während der 1980er Jahre ebenso auf wie mit Burton Greene.
In den 1990er Jahren wandte er sich verstärkt dem Synthesizer zu und bildete mit dem deutschen Posaunisten Johannes Bauer und dem britischen Perkussionisten Roger Turner das Tradition Trio; auch spielte er mit Turner und Gary Todd und mit TTT. In jüngster Zeit arbeitet er an multimedialen Projekten. Auch ist er auf Jacques Coursils Album FreeJazzArt: Sessions for Bill Dixon (2014) zu hören.

## Diskografische Hinweise

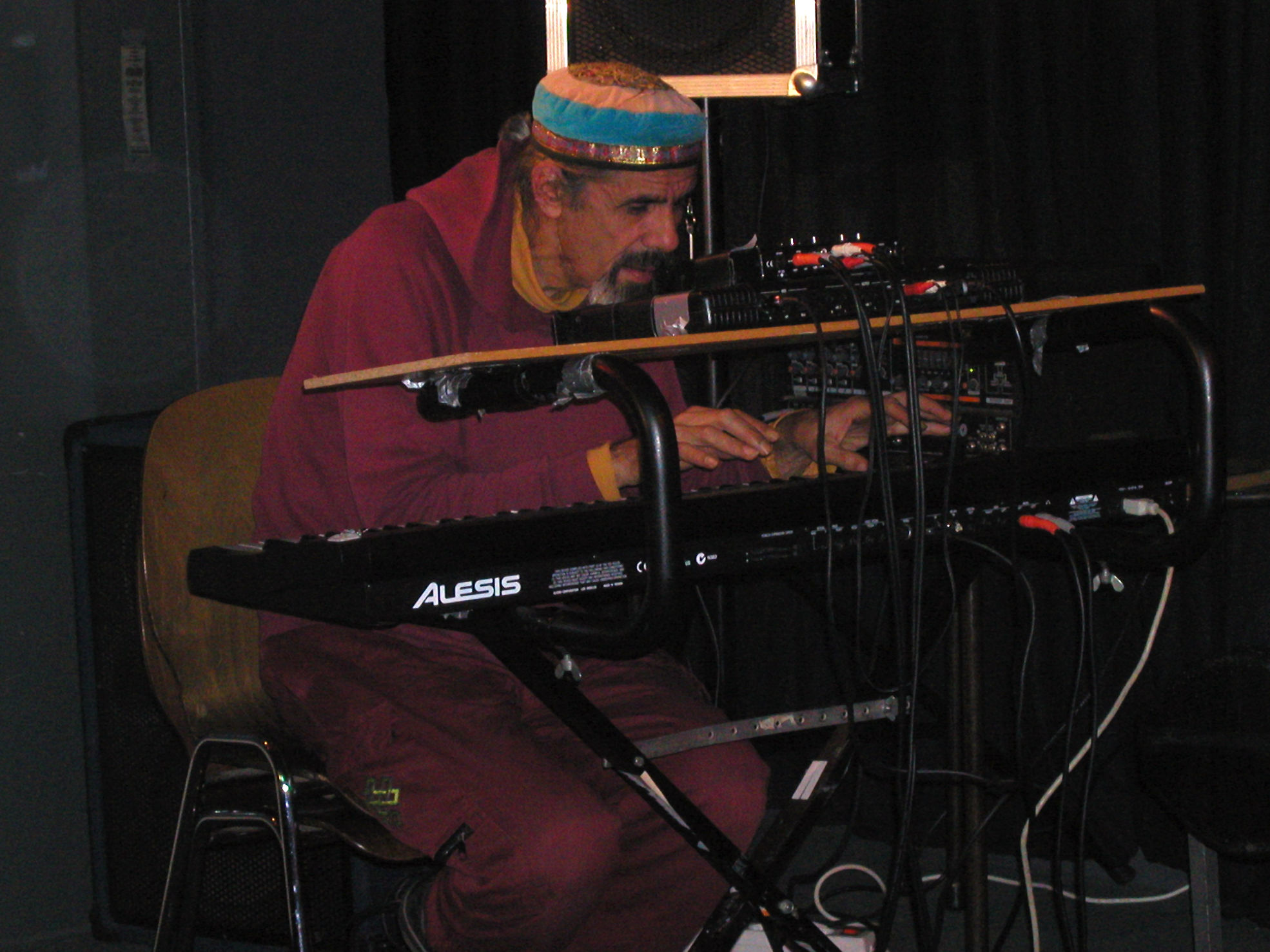
Alan Silva mit dem Tradition Trio im club W71

- Skillfullness mit Karl Berger, Dave Burrell, Becky Friend, Mike Ephron, Lawrence Cooke, ESP-Disk 1969
- Luna Surface (BYG Actuel, 1969) mit Anthony Braxton, Dave Burrell,  Leroy Jenkins, Archie Shepp, Grachan Moncur III, Malachi Favors, Claude Delcloo, Beb Guérin, Kenneth Terroade, Bernard Vitet
- Seasons (1970) mit Lester Bowie, Dave Burrell, Jerome Cooper, Joseph Jarman, Joachim Kühn, Steve Lacy, Roscoe Mitchell, Robin Kenyatta, Michel Portal, Malachi Favors, Irène Aebi, Ronnie Beer, Kent Carter, Dieter Gewissler, Bobby Few, Beb Guérin, Oliver Johnson, Famoudou Don Moye, Alan Shorter, Bernard Vitet, Jouk Minor, 1970
- Alan Silva/Celestrial Communications Orchestra: My Country (Leo Records rec. 1971, ed. 1989) mit Ambrose Jackson, Oché Ray Stephens, Bernard Vitet, Steve Lacy, Anthony Braxton, Robin Kenyatta, Becky Friend, Ronnie Beer, Hugh Levick, Ľubomír Tamaškovič, Jouk Minor, David Horowitz, François Tusques,  Robert Wood, Beb Guérin, Bob Reid, Kent Carter, Jerome Cooper, Noel McGhee
- Alan Silva/Celestrial Communication Orchestra: The Shout - Portrait for a Small Woman (Sun Records, 1978, mit Georges Menousek, Georges Gaumont, Jo Maka, François Cotinaud, Jouk Minor, Denis Colin, Robert Garrison, Pierre Sauvageot, Bernard Vitet, Itaru Oki, Adolf Winkler, Michael Zwerin, Pierre Faure, Jacques Dolias, Catherine Lienhardt, Bruno Girard, Hélène Bass, Pierre Jacquet, Armand Assouline, Michel Coffi, Muhammad Ali)
- Alan Silva/Celestrial Communication Orchestra: Desert Mirage (IACP Records, 1982, mit Pierre Faure, Carl Schlosser, Aldridge Hansberry, Karo, Denis Colin, Jean Querlier, Bruno Girard, Pascal Morrow, Didier Petit, Itaru Oki, Jeff Beer, Serge Adam, Bernard Vitet, Michael Zwerin, François Cotinaud, Arthur Doyle, Sébastien Franck, Doménico Criseo, Georges Gaumont, Philippe Sellam, Henri Grinberg, Antoine Mizrahi, Francis Gorgé, Jacques Marrug, Rosine Feferman, François Leymarie, Adrien Bitan, Ron Pittner, Bernard Drouillet, Gilles Premel)
- Take Some Risks mit Bruno Girard, Misha Lobko, Didier Petit, Roger Turner,  1989
- In the Tradition mit Johannes Bauer, Roger Turner, 1993
- A Hero’s Welcome: Pieces for Rare Occasions mit William Parker, 1998
- Emancipation Suite mit William Parker, Edward Jordan, 1999
- Alan Silva and the Sound Visions Orchestra mit J. D. Parran, Art Baron, Edward Jordan, Bill Lowe, Raphe Malik, Steve Swell, Joe Daly, Andrew Lamb, Rob Brown, Mark Hennen, Jackson Krall, Sabir Mateen, Karen Borca, Taylor Ho Bynum, Ori Kaplan, Stephen Haynes, Elliott Levin, Wilber Morris, Mark Taylor, Joe Daley, 1999
- Transmissions mit Oluyemi Thomas, 2000
- HR57 Treasure Box mit Baikida Carroll, Wilber Morris, Marshall Allen, J. D. Parran, Roy Campbell, Oki Itaru, Joseph Bowie, Joseph Daley, Bobby Few, Bill Lowe, Warren Smith, Steve Swell, Francis Wong, Jackson Krall, Kidd Jordan, Oluyemi Thomas, Sabir Mateen, Karen Borca, Daniel Carter, Johannes Bauer, Ijeoma Thomas, Eremite Records 2003
- Abdelhaï Bennani, Itaru Oki, Alan Silva, Makoto Sato: New Today, New Everyday, Improvising Beings 2012
- Silva, Rasmussen, Solberg: Free Electric Band, In Tune 2016

## Lexigraphische Einträge
- Philippe Carles, Jean-Louis Comolli: Free Jazz/Black Power. Frankfurt am Main 1974.
- Ian Carr, Digby Fairweather, Brian Priestley: Rough Guide Jazz. Der ultimative Führer zur Jazzmusik. 1700 Künstler und Bands von den Anfängen bis heute. Metzler, Stuttgart/Weimar 1999, ISBN 3-476-01584-X.
- Martin Kunzler: Jazz-Lexikon. Band 2: M–Z (= rororo-Sachbuch. Bd. 16513). 2. Auflage. Rowohlt, Reinbek bei Hamburg 2004, ISBN 3-499-16513-9.